# Vladimír Kovářík (malíř)
Vladimír Kovářík (11. února 1921, Brumovice, okres Břeclav – 6. července 1999, Praha) byl český malíř, ilustrátor a grafik.

## Život
Vladimír Kovářík studoval v letech 1938–1945 na Umělecko-průmyslové škole v Praze pod vedením profesorů Jaroslava Bendy a Antonína Strnadela. Byl členem Umělecké besedy a tvůrčí skupiny Radar.
Kromě malířské tvorby se Vladimír Kovářík věnoval knižní ilustraci (zejména knih pro mládež), tvorbě plakátů, návrhu bankovek a poštovních známek, za které získal několik cen doma i v zahraničí.
V roce 1985 získal Cenu Antonína Zápotockého.

## Z knižních ilustrací

### Česká literatura
- Jarmila Glazarová: Advent (1956).
- Jan Karafiát: Broučci (1942).
- Pavel Kohout: O černém a bílém (1951).
- Miloš Václav Kratochvíl: Napoleon z černého ostrova (1966).
- Jiří Marek: Mladí bojovníci (1953).
- Jaroslav Matějka: Náš dědek Josef (1978).
- Stanislav Kostka Neumann: A hrdý buď (1949).
- Ladislav Mikeš Pařízek: Songaré (1964).
- Mirko Pašek: Ostrov tisíce drahokamů (1964).)
- Karel Poláček: Michelup a motocykl (1980).
- Bohumil Říha: Na znamení zvonku (1953).
- Donát Šajner: Paměti uličníka (1979).
- Donát Šajner: Větev dobra (1977).
- Vladimír Šustr: Dobrodružství malého Indiána (1963).
- Arnošt Vaněček: Zlato na Labutí řece (1986).

### Světová literatura
- Friedrich Gerstäcker: Pevnost u Solného brodu (1968).
- Ernst Theodor Wilhelm Hoffmann: Don Juan (1942).
- Jack London: Za zlatem severu (1971).
- Emilio Salgari: Hora světla (1970).
- Strach v sedle (1985).
- Georgij Šach: Ó, Marťané (1982).
- Kamenný chlapec: osm vyprávění ze sovětské země (1954).